# Maladie de Marek
 Mise en garde médicale
La maladie de Marek est un lymphome d'origine virale touchant les gallinacés, en particulier les élevages de poules et poulets. Elle doit son nom à József Marek (en), un vétérinaire hongrois. Ce n'est pas une zoonose, c'est-à-dire qu'elle n'est pas transmissible à l'homme.
Cette maladie néoplasique est associée à des tumeurs nerveuses ou viscérales. Elle est hautement contagieuse et peut toucher des volailles très jeunes. Selon la pathogénicité de la souche virale et la résistance propre à chaque animal, la mortalité est plus ou moins élevée : certains meurent en trois semaines, d'autres survivent mais restent porteurs du virus.
La présence universelle du virus rend la vaccination incontournable chez les animaux à vie économique longue. Les jeunes volailles de 5 à 25 semaines sont les plus sensibles au virus, mais celui-ci peut s'activer à n'importe quel âge.

## Histoire
La première description scientifique de cette maladie est faite en Hongrie par József Marek (en), en 1907.
Favorisée par la concentration des animaux dans les grands poulaillers et les élevages industriels, elle se révèle être une contrainte majeure pour la production avicole mondiale au cours des années 1960, avec l'émergence de variants pathogènes voire hautement pathogènes.
La vaccination permet ensuite la maîtrise relative de cette infection mais des accidents, liés à de mauvaises pratiques vaccinales ou à des isolats particulièrement pathogènes, sont régulièrement observés,. Un rappel de vaccination doit être fait tous les six mois.

## Origine
La maladie est causée par un alphaherpesvirus (famille des Herpesviridae, sous-famille des Alphaherpesvirinae), Gallid herpesvirus 2 (GaHV-2, ou MDV pour l'anglais Marek's disease virus).
À l'occasion des mouvements et notamment des mouvements d'ailes de l'animal, le virus se propage dans l'environnement dans les squames de follicules de plumes ; il se transmet d'un animal à l'autre par inhalation. Le virus peut survivre plus d'un an à température ambiante, et plusieurs années dans le sol.
Au début du XXe siècle, la maladie était considérée comme bénigne, alors que dans les années 1950 une forte mortalité a été constatée chez les poulets non vaccinés. En 2023, une étude génétique des virus extraits de restes de poulets (datant pour certains du Xe siècle) montre que le virus circule parmi les volailles depuis au moins 1 000 ans, mais que les modifications génétiques conduisant à une plus grande virulence ne sont apparues qu'au XXe siècle,.

## Syndromes
La maladie est caractérisée par la présence de lymphome des cellules T ainsi que par l'infiltration des nerfs et des organes par des lymphocytes. Après l'infection, des lésions microscopiques apparaissent en une à deux semaines, visibles après trois à quatre semaines. Selon l'emplacement des tumeurs dans les tissus et organes l'animal est victime d'une paralysie des membres, du cou (paralysie flasque) et parfois des ailes.

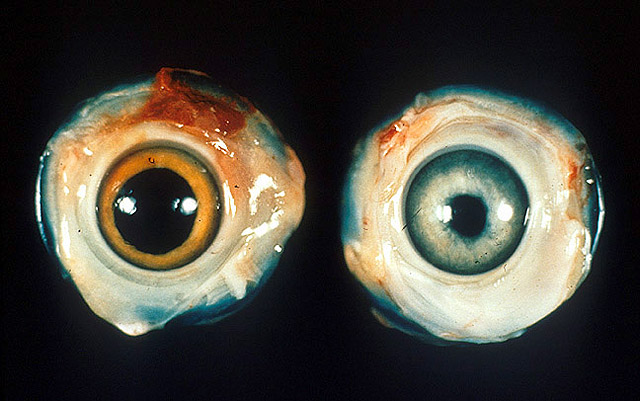
À gauche : œil normal de poulet; à droite : œil de poulet atteint de la maladie de Marek.

Six syndromes peuvent survenir lors de la maladie de Marek, et peuvent se chevaucher :
- la forme classique, ou neurolymphomatose. Elle cause une paralysie asymétrique d'un ou de plusieurs membres (souvent l'animal semble faire le grand écart, ou à une patte paralysée vers l'avant et l'autre vers l'arrière), avec implication du nerf vague, difficulté à respirer ou à la dilatation du tube digestif. Outre des lésions des nerfs périphériques, il y a souvent des infiltrations lymphomateuses et tumeurs de la peau, des muscles attachés au squelette et/ou des organes viscéraux. Les organes souvent affectés incluent l'ovaire, la rate, le foie, les reins, les poumons, le cœur, le proventricule et les glandes surrénales ;
- la forme aiguë. C'est une maladie épidémique qui touche des poulaillers ou lots précédemment sains ou même vaccinés. Elle est caractérisée chez les oiseaux par une dépression, une paralysie et la mort dans un grand nombre de cas (jusqu'à 80 % d'un élevage). L'âge d'apparition (4 à 8 semaines d'âge) est beaucoup plus précoce que dans la forme classique de la maladie. Des infiltrations sont observées dans de multiples organes et tissus ;
- La lymphomatose oculaire. Elle cause des infiltrations lymphocytaires de l'iris (iris qui apparaît alors gris), et une taille inégale des pupilles, ainsi qu'une cécité ;
- la forme cutanée. Elle cause des lésions rondes et ferme des follicules qui produisent les plumes[4] ;
- l'athérosclérose. Elle est induite expérimentalement chez les poulets infectés[8] ;
- l'immunosuppression. La déplétion des lymphocytes T dégrade la réponse immunologique contre les autres pathogènes. Les oiseaux touchés deviennent alors plus vulnérables à d'autres maladies telles que la coccidiose et les infections opportunistes par Escherichia coli[9]. En outre, l'immunité humorale conférée par les lignées de lymphocytes B de la bourse de Fabricius est aussi inhibée, ce qui entraîne une immunosuppression totale.

## Diagnostic
Le diagnostic des tumeurs lymphoïdes chez les volailles est compliqué par le fait que plusieurs agents peuvent causer de telles tumeurs. Et il n'est pas rare que plus d'un virus aviaire capable d'induire des tumeurs soit présent dans un même oiseau d'élevage, il faut donc considérer à la fois les éléments de diagnostic de la maladie, le type de tumeurs (diagnostic tumoral) et les résultats de la recherche de virus (diagnostic étiologique). Un processus à étapes a été proposé pour diagnostiquer la maladie de Marek :
- une phase basée sur l'histoire du cas, de l'épidémiologie, des observations cliniques et résultats d'autopsie ;
- les caractéristiques des cellules tumorales ;
- les caractéristiques virologiques.

Une atteinte du système nerveux périphérique, avec des signes cliniques évocateurs chez un oiseau âgé de trois à quatre mois (avec ou sans tumeurs viscérales) doit faire penser à la maladie de Marek. L'examen histologique des nerfs révèle une infiltration par des lymphocytes pléomorphes néoplasiques et inflammatoires. Toute neuropathie périphérique doit aussi alerter chez les jeunes poulets, si associé à une paralysie, gonflement des nerfs, même sans tumeurs viscérales, en particulier dans les nerfs avec œdème interneuritique et infiltration de cellules plasmatiques.
La présence de nodules sur les organes internes peut aussi suggérer la maladie de Marek, mais que des tests doivent alors confirmer (histologie, montrant une infiltration lymphomateuse dans le tissu affecté). Toute une gamme de leucocytes peuvent être impliqués, y compris les lignées de cellules lymphocytaires comme les grands lymphocytes, lymphoblastiques, des cellules primitives réticulaires et, occasionnellement, des cellules du plasma, ainsi que des macrophages. Les cellules T sont impliquées dans la malignité, en montrant les modifications néoplasiques avec preuve de mitose. Les infiltrats lymphomateux doivent être différenciés des autres causes possibles chez la volaille, dont la leucose lymphoïde et la réticuloendothéliose, ainsi que d'évènements inflammatoires associés à des modifications hyperplasiques des tissus affectés.
Des signes cliniques-clé (et modifications à échelles macroscopiques et microscopiques de certains organes) permettent de différencier la maladie de Marek de la leucose lymphoïde et réticuloendothéliose, dont :
- l'âge : la maladie de Marek peut affecter des oiseaux de tous âge, y compris à moins de 16 semaines d'âge ;
- les signes cliniques fréquents : paralysie d'une aile et d'une patte ;
- l'ncidence : dépassant les 5 % dans les lots d'élevage non vaccinés ;
- l'éventuel gonflement du réseau nerveux ;
- une tumeur interfolliculaire de la bourse de Fabricius ;
- l'atteinte du système nerveux central ;
- une prolifération lymphoïde dans la peau et les follicules des plumes ;
- des cellules lymphoïdes pléomorphiques dans les nerfs et les tumeurs ;
- des lymphomes touchant les cellules T.

En plus de ces éléments basés sur la pathologie et l'histologie, d'autres procédures, plus avancées permettent de confirmer un diagnostic de la maladie de Marek, notamment : l'immunohistochimie pour identifier le type de cellule et des antigènes spécifiques au virus, la PCR standard et/ou quantitative pour l'identification du virus, l'isolement du virus pour confirmer les infections, et la sérologie pour confirmer ou exclure les infections.
L'Organisation mondiale de la santé animale (OIE) dispose d'une liste de laboratoires de référence pour la maladie de Marek, comprenant l'Institut de la santé animale, Compton Laboratoire, Royaume-Uni et de l'USDA, la grippe aviaire et laboratoire d'oncologie, États-Unis.

## Prévention
Certaines souches de virus liés à la MDV semblent être bénignes (hypovirulence) et peuvent être utilisées comme souches vaccinales pour prévenir la maladie de Marek. Par exemple, le virus de l'herpès de dindes (HVT) ne provoque aucune symptôme apparent de maladie chez les dindes et continue d'être utilisé comme une souche de vaccin pour la prévention de la maladie de Marek (voir ci-dessous). Les oiseaux infectés avec GaHV-2 peuvent être porteurs et excréteurs du virus pour la vie. Les poussins nouveau-nés sont protégés par les anticorps maternels mais uniquement durant quelques semaines.
La vaccination est la seule méthode connue pour prévenir le développement de tumeurs quand les poulets sont infectés par le virus. Cependant l'administration d'un vaccin n'empêche pas la transmission du virus, c'est-à-dire que le vaccin ne guérit pas l'oiseau mais réduit néanmoins la quantité de virus exprimés et présents dans les squames. Il réduit donc le risque de propagation horizontale de la maladie. Le vaccin a été introduit en 1970, développé par le Dr Ben Roy Burmester. Avant ce vaccin, la maladie de Marek provoquait d'importantes pertes de revenus dans les secteurs de la volaille des États-Unis et du Royaume-Uni. Le vaccin peut aujourd’hui être administré à des poussins d'un jour (par inoculation sous-cutanée ou par vaccination in ovo lorsque les œufs sont transférés à partir de l'incubateur de l'éclosoir). La vaccination in ovo est souvent préférée car elle ne nécessite pas de manipulation des poussins et peut être exécutée rapidement par des automates. L'immunité se développe dans un délai de deux semaines.

### Mutation des souches
Le vaccin contenait à l'origine comme antigène un sérotype du virus de l'herpès de la dinde (sérotype 3 de MDV). Cependant, le virus de la maladie de Marek a évolué en présentant des souches plus virulentes et résistantes à ce vaccin. Ce pourquoi les vaccins actuels combinent plusieurs vaccins contre les différentes souches, incluant une souche MDV atténuée (CVI988-Rispens ; ATCvet code : QI01AD03 (OMS)).